# Alexandra (Nieuw-Zeeland)
Alexandra is een plaats in Otago op het zuidereiland van Nieuw-Zeeland. Het is gesticht op de oevers van de Clutha, 188 km rijden vanaf Dunedin en 33 km ten zuiden van Cromwell.
Bij de volkstelling van 2001 had Alexandra 4407 inwoners en was 23,5% van de bevolking ouder dan 65 jaar. Inmiddels is de bevolking gegroeid tot 5920 (2006).

## Geschiedenis
Alexandra is gesticht ten tijde van de goudkoorts in Otago omstreeks 1860, en is vernoemd naar Alexandra van Denemarken. Tot de jaren tachtig kende het gebied veel wijngaarden, maar een deel van de wijngaarden is verdwenen sinds de aanleg van de Clyde Dam, de grootste hydroëlektrische stroomcentrale van het land, 10 km stroomopwaarts. Alexandra is het centrum van een grote steenvruchtenindustrie. Ondanks het verdwijnen van een deel van de wijngaarden wordt in de regio nog steeds veel wijn geproduceerd.
Sinds 1956 is er het jaarlijks terugkerende Alexandra Blossom Festival. Hiermee viert men het begin van de lente. In 2006 werd het vijftigste festival gehouden.

## Klimaat
Het district is een van de weinige gebieden van Nieuw-Zeeland met een landklimaat. Alexandra kent dan ook, voor Nieuw-Zeelandse begrippen, strenge winters, met temperaturen onder 0 °C en warme zomers, waar de temperaturen boven de 30 °C komt.